# Tadhg na Leamhna mac Domhnaill
 Tadhg na Leamhna mac Domhnaill (mort en 1514) membre de la dynastie Mac Carthy, 24e prince de Desmond en opposition de 1508 à 1514.

## Contexte
Tadhg na Leamhna mac Domhnaill est le fils de Domhnall mac Taidhg Léith .
Après la mort de son père en 1508 , son oncle Cormac Ladhrach mac Taidhg Léith lui succède comme Prince de Desmond. Tadhg s'oppose immédiatement à  lui et une période conflits éclate. Gerald FitzGerald, comte de Kildare et Aodh Dubh mac Aodha Ruaidh Ó Domhnaill le roi de  Tir Connail en profitent pour envahir le Munster et s'emparer de la baronnie de  Dunhallow et du Desmond. La résidence des « Mac Cathaigh Mór » est occupé et Cormac Ladhrach met à profit la situation pour prendre l'avantage sur son rival. En 1513 Tadhg l'attaque de nouveau et le Desmond est partagé de facto entre eux mais Tadhg meurt l'année suivante. Les Annales des quatre maîtres soulignent qu'il meurt dans son lit car « il n'avait pas été détruit malgré tous les dommages qu'il a fait subir à son peuple sans précédent de mémoire de l'homme »

## Source
- (en) T.W Moody, F.X. Martin et F.J. Byrne, A New History of Ireland IX Maps, Genealogies, Lists. A companion to Irish History part II, Oxford, Oxford University Press, 2011, 690 p. (ISBN 978-0-19-959306-4).
- (en) W.F. Butler,  The Pedigree and Succession of the House of Mac Carthy Mór, with a Map. The Journal of the Royal Society of Antiquaries of Ireland, vol. 11, no. 1, 1921, pp. 32–48. JSTOR, www.jstor.org/stable/25514588. Consulté le  29 avril 2020.